# Hořejší Těšov
Hořejší Těšov je malá vesnice, část města Hartmanice v okrese Klatovy v Plzeňském kraji. Nachází se asi 2,5 kilometru severozápadně od Hartmanic. Hořejší Těšov je také název katastrálního území o rozloze 2,9 km² a Bezděkov u Hartmanic o rozloze 1,09 km².

## Historie
První písemná zmínka o vesnici pochází z roku 1428. V 18. století se ves stala centrem samostatného statku a stál zde zámeček. Zanikl v 50. letech 20. století. K Hořejšímu Těšovu patřila také částečně zaniklá samota Bezděkov, kde v roce 1930 stálo 10 domů a kde bydlelo 58 obyvatel.

## Obyvatelstvo
| Rok            | 1869 | 1880 | 1890 | 1900 | 1910 | 1921 | 1930 | 1950 | 1961 | 1970 | 1980 | 1991 | 2001 | 2011 | 2021 |
| -------------- | ---- | ---- | ---- | ---- | ---- | ---- | ---- | ---- | ---- | ---- | ---- | ---- | ---- | ---- | ---- |
| Počet obyvatel | 380  | 385  | 338  | 339  | 328  | 352  | 306  | 45   | 44   | 30   | 6    | 6    | 8    | 16   | 11   |
| Počet domů     | 54   | 56   | 53   | 54   | 55   | 54   | 56   | 23   | 23   | 9    | 3    | 16   | 17   | 18   | 17   |

## Obecní správa
Při sčítání lidu v letech 1850–1879 Hořejší Těšov byl osadou města Hartmanice v okrese Sušice. V letech 1880–1949 byl samostatnou obcí v okrese Sušice. V letech 1950–1959 byl osadou obce Těšov u Sušice v okrese Sušice. Od roku 1960 je opět částí města Hartmanice v okrese Klatovy. V letech 1880–1949 k obci patřily Hořejší Krušec a Chlum.

## Pamětihodnosti
- Přírodní rezervace Žežulka